# Cantón de Tibás
Tibás es un cantón de Costa Rica situado en el norte de la provincia de San José, sobre la meseta intervolcánica del Valle Central, y perteneciente en su totalidad a la Gran Área Metropolitana. El cantón cuenta con un total de 82 216 habitantes, según la última proyección demográfica del INEC, ⁣ ubicándose así como el decimosexto más poblado del país y el sexto de la provincia. Limita al norte con el cantón de Santo Domingo, al oeste con el cantón de San José, al sureste con el cantón de Goicoechea y al este con el cantón de Moravia.
El cantón cuenta con una extensión territorial de 8,15 km², colocándose como el más pequeño de la provincia. Su cabecera es el distrito de San Juan, con categoría de ciudad, y cuenta con un total de cinco distritos: San Juan, Cinco Esquinas, Anselmo Llorente, León XIII y Colima.
Fundado en 1914, el cantón se caracteriza por su alta densidad poblacional, en un territorio tan pequeño, colocándose como el más densamente poblado del país y solo superando en tamaño a los cantones heredianos de Flores y San Pablo. Aunado a esto, se le considera, conjunto al cantón de San José, como los únicos con la totalidad de su superficie considerada como población urbana. Por otra parte, el cantón de Tibás fue un punto de importancia durante la Guerra de la Liga, un pequeño conflicto armado que aconteció en el país en 1835, y durante el cual la localidad, en conocida en ese entonces como San Juan del Murciélago, es nombrada como la capital de Costa Rica, más sería solo temporal. El cantón cuenta con un Índice de Desarrollo Humano de 0,712, clasificado como alto.

## Toponimia
El término y el nombre actual del cantón, «Tibás», aparece por primera vez en un documento del 29 de julio de 1687, en el cual se menciona que una persona de nombre Tomás de Chaves, hijo de Cristóbal de Chaves, es el dueño de la localidad a la cual se le conocía como «Valle de Tibás», considerándose como el territorio entre los ríos Virilla, Tibasito, y el actual distrito de Pará, del cantón de Santo Domingo.
Según el monseñor Bernardo Augusto Thiel Hoffman, la palabra «Tibás» hace referencia a la palabra indígena huetar «Tí-Bás», que significa "río caliente o hermoso", más otra versión menciona que el término hace referencia a otra palabra indígena del Valle Central que significa “río de aguas claras”.
Anteriormente, a la localidad se le conocía popularmente con el nombre de El Murciélago, San Juan del Murciélago, Valle del Murciélago o Sabana del Murciélago. Este sobrenombre proviene del hecho de que la localidad se consideraba como un valle propicio para que proliferaran estos animales. Además, cuentan ancestros que en las laderas del río Virilla existían cuevas donde los murciélagos vivían. El murciélago es actualmente un símbolo del cantón de Tibás.

## Historia

### Orígenes
Las primeras ocupaciones registradas del territorio al que hoy pertenece al cantón de Tibás se remontan a entre los siglos III y XVI al arribo de los españoles. El territorio en esta época se encontraba ocupado por el antiguo Reino Huetar de Occidente, una nación amerindia y uno de los dos grandes reinos indígenas de la parte central del país, reinado por el Cacique Garabito. Entre los primeros pobladores de la localidad se encuentra una persona de nombre Cristóbal de Chaves, hijo de Cristóbal de Chaves, quien se adueñó de varias tierras del actual cantón, al cual ya se le conocía como «Valle de Tibás».
Durante los siglos XVII y XVIII, varias familias comienzan a poblar la localidad, a la cual se le conocía como Valle del Murciélago, y que consistía de los hoy distritos de Guadalupe de Goicoechea, San Vicente de Moravia, San Isidro de Vázquez de Coronado, La Uruca de San José y el actual cantón de Tibás.
El 29 de setiembre de 1820, el Ayuntamiento de San José decidió dividir a la ciudad en varios barrios, de entre ellos el barrio de Murciélago Occidental y La Uruca, que ocupa los hoy territorios del distrito josefino de La Uruca y el actual cantón de Tibás. Posteriormente, en 1828, el Ayuntamiento acuerda dividir a los caseríos del Murciélago, y para ello le pide a las personas que los administraban que nombraran sus caseríos a su criterio, así el cabo primero Hermenegildo Soto nombró al barrio de Murciélago Occidental, o también conocido como Sabana del Murciélago, como «San Juan», que sería también conocido como San Juan del Murciélago.
En septiembre y octubre de 1835, transcurre en Costa Rica la llamada Guerra de la Liga, la segunda guerra civil del territorio como Estado miembro de la República Federal de Centro América. Su detonante inmediato fue la derogación de la Ley de la Ambulancia, una Ley que dictaba que el Gobierno debía ambular, rotar o errar cada cuatro años por las ciudades de Alajuela, Heredia, Cartago y San José. Durante este conflicto, el actual territorio de Tibás fue un centro de combate entre las fuerzas de Heredia y Alajuela contra las de San José, y, para este conflicto, San Juan del Murciélago se encontraba alineado al bando de San José.
Antes del conflicto, en agosto de 1835, la Asamblea Legislativa de Costa Rica dispuso elegir a la cabecera de la localidad, la actual ciudad de San Juan, conocida entonces como San Juan del Murciélago, como la nueva capital del Estado. Sin embargo, mientras se construían en ella los edificios necesarios para albergar al Gobierno, se dispuso que la capital estaría temporalmente en la ciudad de Heredia. Esta ley fue derogada en 1838, antes de que las autoridades se hubieran trasladado al Murciélago.
En 1835, se comienza a construir el primer templo católico de la localidad, la actual parroquia San Juan Bautista, localizada actualmente en el distrito de San Juan.
En 1840, en el contexto de una organización administrativa del Estado que impulsó el gobierno de Braulio Carrillo Colina, se divide a San José en un total de 26 cuarteles, entre ellos el cuartel de «San Juan del Murciélago». Este cuartel, mediante la Ley n.º 22 del 1° de diciembre de 1841, pasó a convertirse en un barrio llamado barrio de San Juan, parte del Departamento de San José, y al cual lo conformaban localidades actuales como los cantones de Vázquez de Coronado y Moravia, más el actual cantón de Tibás.
En la Constitución Política del 30 de noviembre de 1848, se estableció una nueva división política y administrativa que contempló la nomenclatura de provincias, cantones y distritos parroquiales. De entre los distritos parroquiales del cantón de San José, se encontraba San Juan como distrito parroquial.
Por decreto n.º 20 del 24 de julio de 1867, se vuelve a dividir el territorio de la República para efectos Municipales. El distrito parroquial de San Juan pasa a ser ahora parte del cantón de San José.
En 1885, se construye el pozo del parque central para sacar agua, obra realizada por José María Jiménez Vargas, convirtiéndose hasta la actualidad en un lugar de convergencia para la población del lugar. El presidente de Costa Rica, Juan Bautista Quirós Segura, quien gobernó de agosto a setiembre de 1919, nació en San Juan el 18 de enero de 1853.

### Cantonato
En la ley n.° 42 del 27 de julio de 1914, se creó Tibás como cantón de la provincia de San José, designándose como cabecera la villa de San Juan y fijándose como distritos al distrito de San Juan y al distrito de Cinco Esquinas. Posteriormente, se conforma el primer Concejo municipal, el cual quedó integrado por los regidores propietarios Rafael Vargas Quirós, Leovigildo Arias Soto, Tófilo Vega Jiménez; los regidores suplentes Maclovio Soto Rojas y Vicente Salazar Jiménez; los síndicos propietarios: Elías Alpízar Vargas, José María Jiménez Vargas; y los síndicos suplentes, Román Quirós y José Rivera Rodríguez.
El 8 de enero de 1953, mediante el Decreto Ejecutivo n.° 01, se crea el distrito de Anselmo Llorente, segregado del distrito de San Juan.
El 14 de marzo de 1994, mediante la Ley n.° 7377, se crea el distrito de León XIII.
El 17 de agosto de 1999, mediante el Decreto Ejecutivo n.° 28109-G, se crea el distrito de Colima, segregado del distrito de Cinco Esquinas.
Durante la administración de José Joaquín Trejos Fernández, el 4 de mayo de 1970, por Ley n.º 4574, se le otorgó el título de villa a la población de San Juan.

## Gobierno local

### Alcaldía
Conforme al Régimen municipal de Costa Rica, la alcaldía y las vicealcaldías del cantón son electas popularmente mediante sufragio universal cada cuatro años. La primera vez que votaron los tibaseños para elegir a su alcalde fue en diciembre del año 2002, resultando electo Percy Rodríguez Argüello para el período 2003-2007.
En las elecciones municipales de Costa Rica de 2020, el candidato del Partido Liberación Nacional, Carlos Luis Cascante Duarte, resultó reelecto como alcalde con el 25,18% de los votos totales. Los vicealcaldes son David Meléndez Sánchez y Olga Courrau Quesada.
Alcaldes y vicealcaldes desde las elecciones de 2002.
| Periodo   | Nombre                   | Partido |
| --------- | ------------------------ | ------- |
| 2003-2007 | Percy Rodríguez Argüello | PUSC    |
| 2007-2010 | Jorge Salas Bonilla      | PAC     |
| 2010-2016 | Gonzalo Vargas Jiménez   | PLN     |
| 2016-2020 | Carlos Cascante Duarte   | PLN     |
| 2020-2021 | Carlos Cascante Duarte   | PLN     |
| 2021-2024 | David Meléndez Sánchez   | PLN     |

### Concejo municipal
Al igual que la elección de la alcaldía y vicealcaldías, los integrantes del Concejo municipal son electos popularmente cada 4 años. El Concejo Municipal de Tibás se integra por un total de 7 regidores, propietarios y suplentes, y 5 síndicos, propietarios y suplentes, y cuyo presidente es el regidor propietario José Alejandro Alvarado Vega, del Partido Liberación Nacional y su vicepresidenta es la regidora propietaria Alexa Sandí Fallas, del Partido Liberación Nacional. Actualmente está integrado por:

Actual distribución del Concejo Municipal después de las elecciones de 2020.
|                                                     |                                        |                  |           |
| Partidos políticos en el Concejo Municipal de Tibás |                                        |                  |           |
| Partido político                                    | Partido político                       | Partido político | Regidores |
|                                                     | Partido Liberación Nacional (PLN)      |                  | 4         |
|                                                     | Partido Unidad Social Cristiana (PUSC) |                  | 1         |
|                                                     | Partido Acción Ciudadana (PAC)         |                  | 1         |
|                                                     | Partido Nuestro Pueblo (PNP)           |                  | 1         |

## Organización territorial
El cantón de Tibás se divide administrativamente en cinco distritos, siendo la cabecera el distrito de San Juan. Cada distrito, según el Régimen municipal de Costa Rica, posee un Concejo de distrito el cual se encarga de velar por sus temas correspondientes, y se integra por los síndicos, propietarios y suplentes, y los concejales. Los distritos fueron designados mediante el decreto de creación del cantón, exceptuando los distritos de Anselmo Llorente, León XIII y Colima, que se segregaron del resto de distritos después de la creación del cantón.
| Distritos del cantón de Tibás | Distritos del cantón de Tibás | Distritos del cantón de Tibás | Distritos del cantón de Tibás | Distritos del cantón de Tibás |
| #                             | Distrito                      | Área (km²)                    | Población (2016)              |                               |
| ----------------------------- | ----------------------------- | ----------------------------- | ----------------------------- | ----------------------------- |
| 1                             | San Juan                      | 3,56                          | 25 979 hab.                   |                               |
| 2                             | Cinco Esquinas                | 0,67                          | 7 993 hab.                    |                               |
| 3                             | Anselmo Llorente              | 1,36                          | 12 438 hab.                   |                               |
| 4                             | León XIII                     | 0,78                          | 18 657 hab.                   |                               |
| 5                             | Colima                        | 2,00                          | 30 131 hab.                   |                               |

## Geografía

### Localización
El cantón de Tibás es el décimo tercero de la provincia de San José y tiene una extensión territorial de 8,15 km², y se encuentra ubicado en su totalidad dentro del Valle Central de Costa Rica.
| Noroeste: Santo Domingo | Norte: Santo Domingo | Noreste: Vázquez de Coronado |
| Oeste: San José         |                      | Este: Goicoechea, Moravia    |
| Suroeste: San José      | Sur: San José        | Sureste: Goicoechea          |

### Relieve
El cantón de Tibás, al ser un cantón urbano casi en su totalidad, no cuenta con relieves que predominen, más tiene una elevación media de 1 162 metros sobre el nivel de mar (m s. n. m.). Las elevaciones sobre el nivel del mar, del centro urbano de los poblados de distritos del cantón, son las siguientes: San Juan, a 1165 m s. n. m., Cinco Esquinas, a 1155 m s. n. m., Anselmo Llorente, a 1170 m s. n. m., León XIII, a 1100 m s. n. m., y Colima, a 1 145 m s. n. m. El punto más alto del cantón se encuentra en el extremo noreste del cantón, en el distrito de San Juan, y cerca del límite con el cantón de Moravia, con una elevación de 1200&nsbp;m.esd|m s. n. m.}}, aproximadamente.
Tiene una temperatura anual media de entre 15 y 18 C°.

## Demografía
De acuerdo con las proyecciones del Instituto Nacional de Estadística y Censos (INEC), para 2016 el cantón de Tibás contaba con una población de 82 216 habitantes, siendo el décimo octavo cantón más poblado de Costa Rica, y siendo además su densidad poblacional de 10 087,8 habitantes por km². Tibás es el cantón más densamente poblado de Costa Rica.
Del total de la población, 25 979 habitantes, que representa 36,65% del total de la población del cantón, se concentra en el distrito de Colima, el más poblado. Le sigue, el distrito de San Juan con un 31,60%, León XIII con un 22,69%, Anselmo Llorente con un 15,13%, y por último Cinco Esquinas con un 9,72% del total de población.
De acuerdo con el Atlas de Desarrollo Humano Cantonal de Costa Rica 2016, el cantón cuenta con una esperanza de vida de 79,4 años y una alfabetización del 99,1 %.
De acuerdo al censo nacional de 2011, el 10,7 % de la población nació en el extranjero. El mismo censo destaca que había 19 160 viviendas ocupadas, de las cuales, el 70,6 % se encontraba en buen estado y había problemas de hacinamiento en el 3,6% de las viviendas. El 100% de sus habitantes vivían en áreas urbanas. Además, la escolaridad promedio alcanza los 10,3 años. Asimismo, detalla que la población económicamente activa se distribuye de la siguiente manera:
- Sector Primario: 0,8%
- Sector Secundario: 17,1%
- Sector Terciario: 82,1%

En general, y debido a que gran parte de su trazado urbano data de los años 1950 y 1960, es un cantón sobrepoblado, lo cual genera situaciones tales como la comunidad de León XIII, que es urbano-marginal y tiene problemáticas socioeconómicas y de seguridad. También el asentamiento del precario "Triángulo de Solidaridad", que si bien es cierto geográficamente pertenece al distrito de Calle Blancos en el cantón de Goicoechea, afecta directamente a los vecinos de Llorente y Cinco Esquinas por ser las vías de acceso principales, incrementando el índice de criminalidad, tráfico de drogas, contaminación ambiental, inseguridad e inmigración ilegal. En 2019, el precario Triángulo de Solidaridad fue desalojado para la construcción de la ruta Circunvalación Norte, mas las familias fueron reubicadas.
| Evolución de la población de Tibás entre 1864 y 2016 |
| ---------------------------------------------------- |

## Infraestructura

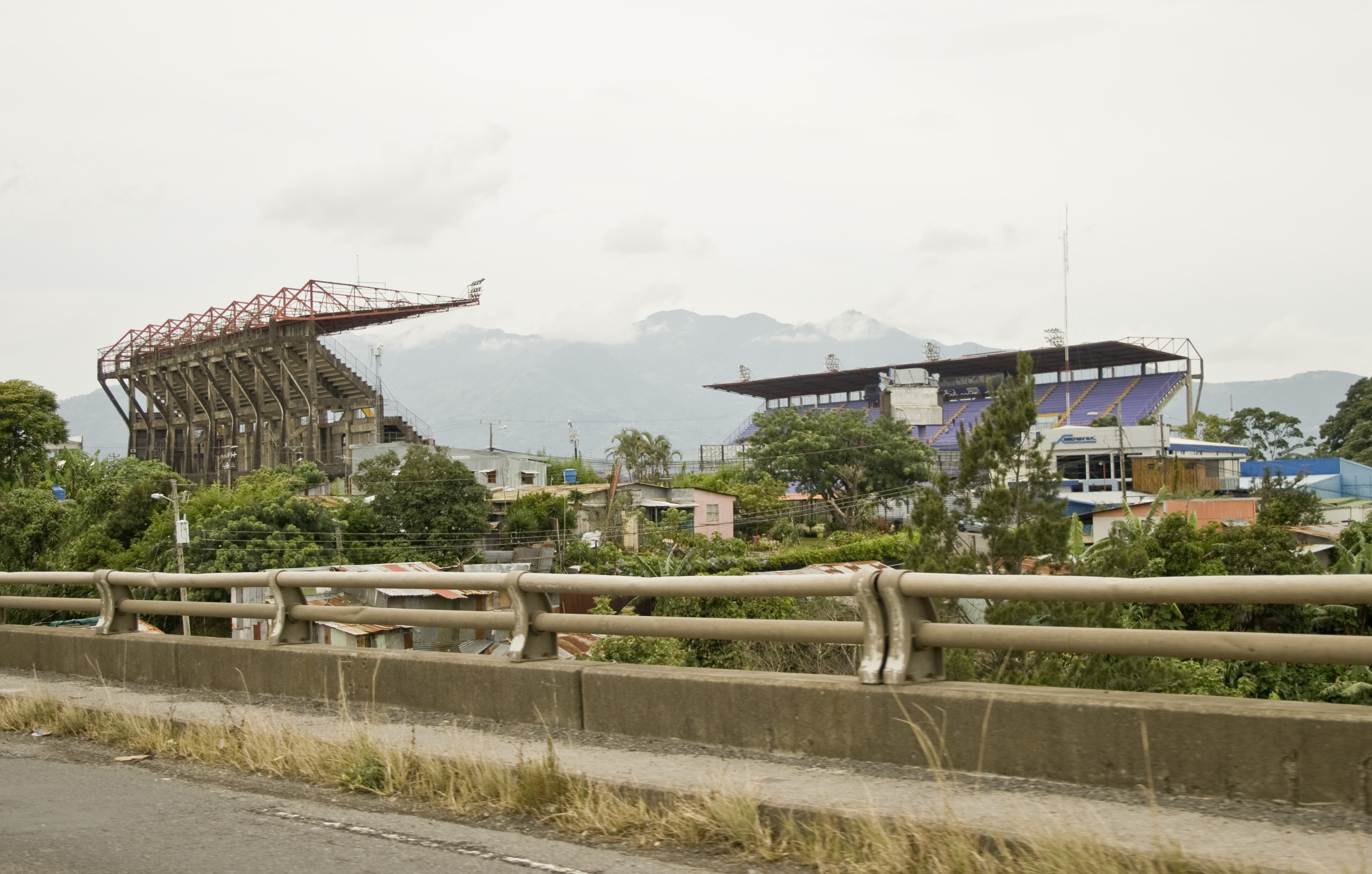
Estadio Ricardo Saprissa Aymá, visto desde el Puente Saprissa de la Ruta 32, en San Juan.

### Carreteras
La principal carretera del cantón de Tibás es la carretera 102, que inicia cerca de la Universidad UNIBE en el este de San Juan y finaliza cerca del distrito de León XIII, atravesando el cantón a lo largo y conectándolo con los cantones adyacentes. Por otro lado, en el centro del cantón, se ubica la carretera Braulio Carrillo (ruta 32), que se conecta en Tibás a la carretera 102.
Otra carretera de importancia es la carretera 100, que atraviesa el distrito de Cinco Esquinas y conecta a éste con el distrito de Calle Blancos de Goicoechea y con el distrito de La Uruca de San José. Es usada como vía para comunicarse a la ruta de Circunvalación.

### Iglesias

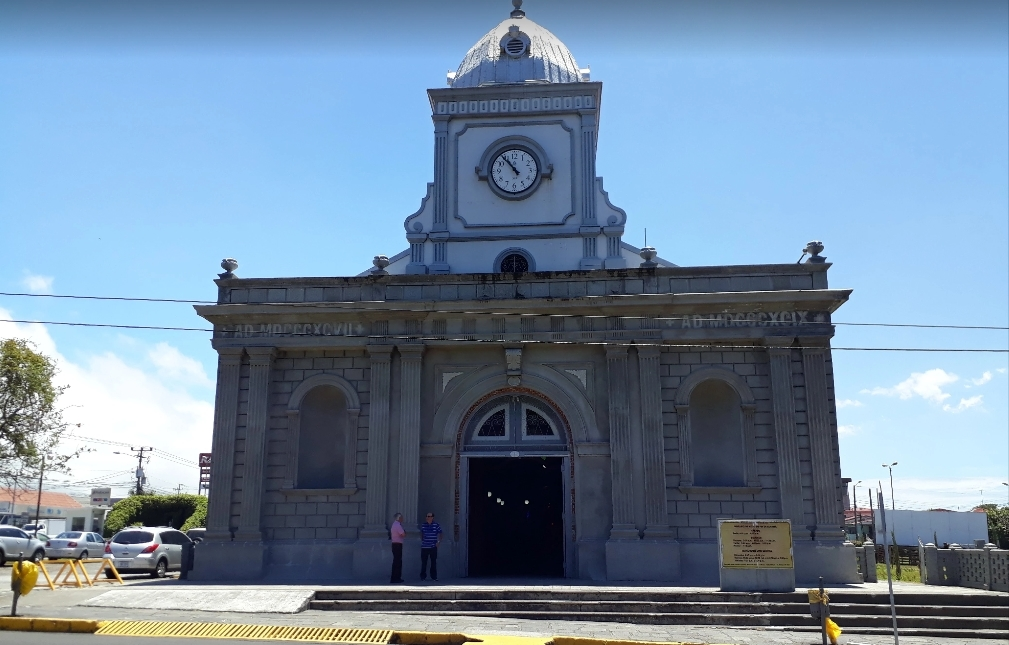
Iglesia San Juan Bautista, en el distrito de San Juan.

#### Parroquia de San Juan Bautista
La parroquia de San Juan Bautista fue fundada el 1 de enero de 1923 y se ubica a un costado del parque central de Tibás. Su construcción se dio entre los años 1898 y 1923, y sigue un diseño estilístico academicista, con materiales como metal, ladrillo y mosaicos en total correspondencia con el desarrollo social, económico y tecnológico de esa época. El terreno fue donado por el presbítero José María Esquivel,
El 8 de enero de 2013, el templo fue declarado como patrimonio arquitectónico de Costa Rica, según lo estableció el decreto ejecutivo n.º 37.463-C del diario oficial La Gaceta.

## Cultura

### Símbolos

#### Escudo
El escudo de Tibás se decretó en los años entre 1970 y 1978 y posee una gran cantidad de significados. El objeto encima del escudo es un pozo, que representa a un pozo construido en el parque central de Tibás en 1885. Este pozo solucionó por muchos años la demanda de agua de todo el cantón y las múltiples disputas por el líquido entre los vecinos de Tibás y San Vicente de Moravia.
Las personas haciendo deporte fueron incluidas gracias a las gestiones específicas de un regidor en su momento, y se incluyeron para gratificar a los deportistas que han dejado al cantón en alto. El murciélago representa al pueblo, ya que cerca del año 1789 se menciona y llamaba como "El Murciélago" a la zona que comprende San Juan.
Mediante ACUERDO  III-4 en su SESIÓN ORDINARIA N° 057 celebrada el día 30 de mayo de 2017, dispuso lo siguiente: Acoger la propuesta de modificar el escudo municipal para que sea incluida una quinta estrella y así sean representados todos los distritos del cantón de Tibás.  Moción de la Fracción del Partido Liberación.

### Educación

#### Escuelas
- Escuela de San Rafael
- Escuela Jesús Jiménez Zamora
- Escuela Esmeralda Oreamuno
- Escuela Rafael Vargas Quirós
- Unidad Pedagógica José Rafael Araya Rojas
- Escuela Monseñor Anselmo Llorente y La Fuente
- Escuela Miguel Obregón Lizano
- Monte  Verde High School
- Saint Gabriel Elementary
- Escuela Nuevos Horizontes Escolares
- Escuela de Cuatro Reinas

#### Colegios, liceos e institutos

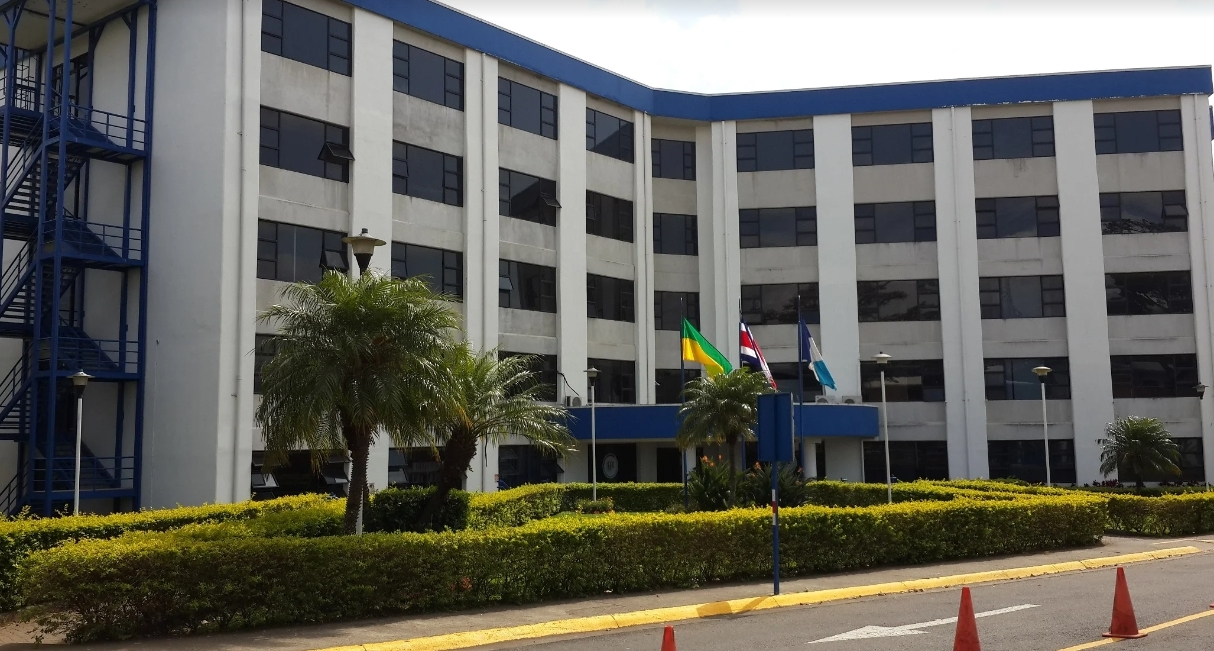
Sede de la Universidad Hispanoamericana, en el distrito de Anselmo Llorente.

- Liceo Mauro Fernández Acuña
- Liceo Nocturno Braulio Carrillo
- Saint John Baptist School
- Saint Gabriel School
- Kamuk School
- Valley Forge Future
- Colegio de Cuatro Reinas

#### Universidades
En San Juan se encuentra la Universidad de Iberoamérica (UNIBE), especializada en Ciencias de la Salud. El campus cuenta con varias facultades, un hospital y farmacia. Así mismo se encuentra una sede de la Universidad Hispanoamericana de Costa Rica, ambas, universidades privadas de Costa Rica.

### Deporte

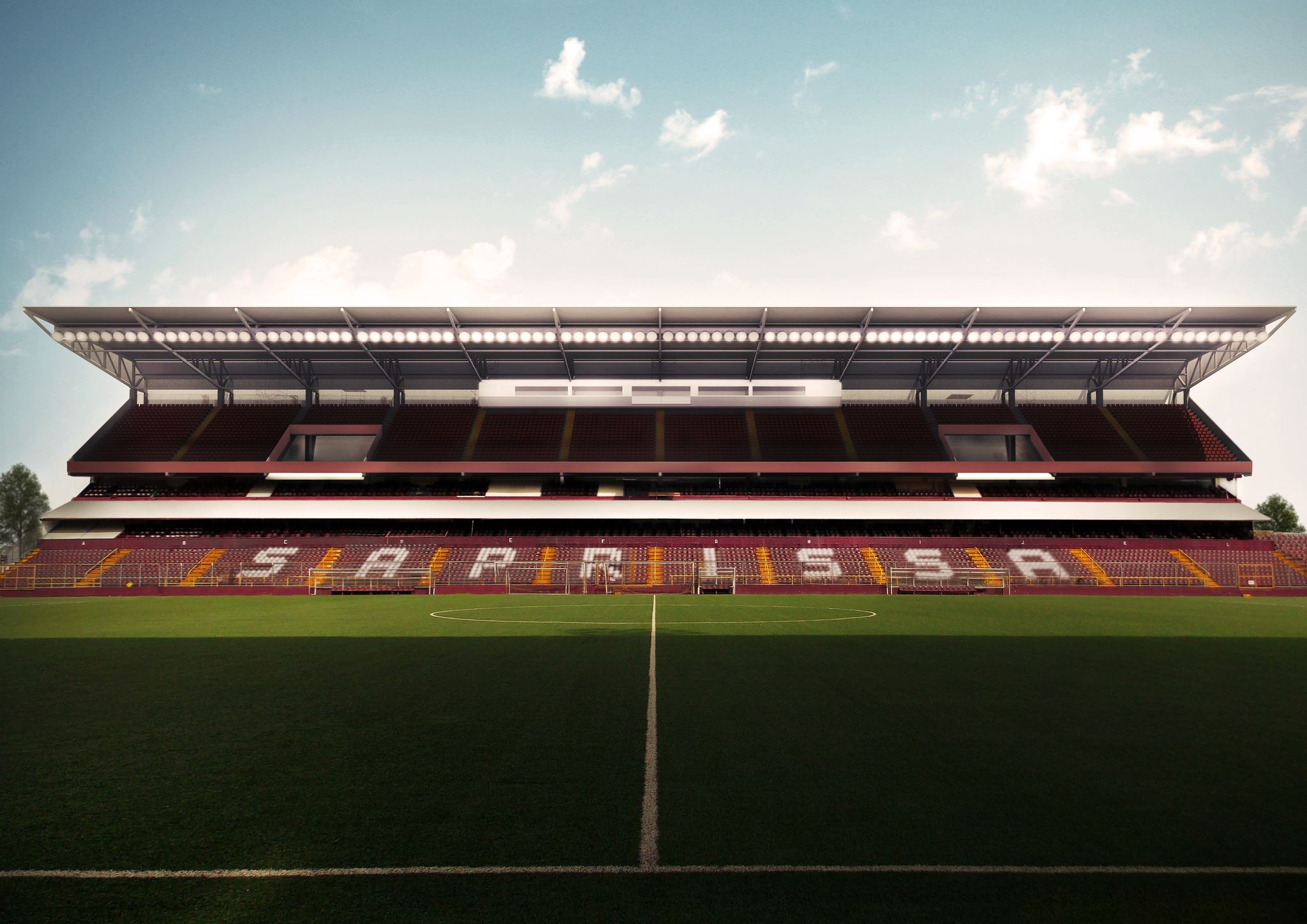
Estadio Ricardo Saprissa Aymá, sede del Deportivo Saprissa, en el distrito de San Juan.

En el distrito de San Juan se encuentra la sede del Deportivo Saprissa, equipo de fútbol que juega en la primera división de Costa Rica.
Para las décadas de los 50s y 60s militan en el cantón la Unión Deportiva Tibaseña, Deportivo Audax F.C, A.D. Tibás, Municipal Tibás y Deportivo Hilman, entre otros. No obstante a mediados de los 70's e inicios de los 80's, destacan en la segunda división de Costa Rica la A.D. Durpanel y Plywood F.C.
Por otra parte la A.D. Compañeros inicia sus primeras armas con el apoyo de don Erick Thomas Wrieth "Chantú". Siendo uno de los clubes más tradicionales y que todavía permanece activo, sin dejar de mencionar el Deportivo Amigos y Copey F.C.
Estas asociaciones deportivas integran la Tercera División por CONAFA y Segunda B de ANAFA las cuales son ligas federadas adscritas directamente a la Federación Costarricense de Fútbol.
Asimismo, está establecido desde los años 90 hasta la fecha, el deporte del voleibol, adscrito y participando en los torneos oficiales de la Federación Costarricense de Voleibol, disciplina de la cual ya ha aportado muchos jugadores a Selecciones Nacionales en todas las categorías, tanto en masculino como en femenino.
Al día de hoy la Asociación Deportiva Tibás Voleibol, cuenta con más de 100 jugadores compitiendo a cargo de dos entrenadores de amplia trayectoria y oriundos de este cantón, como los son Juan Ignacio Zúñiga y Greivin Contreras ambos miembros en los cuerpos técnicos de las selecciones nacionales de Voleibol de Costa Rica.

### Salud
En el cantón se encuentra la Clínica Lic. Rodrigo Fournier Guevara y la Clínica Clodomiro Picado, y cuenta con servicios de EBAIS. La Universidad UNIBE también ofrece varios servicios de salud como medicina general, farmacia o psicología.

### Ambiente
Tibás es uno de los pocos cantones que tiene la característica de ser urbana en donde convergen el desarrollo comercial y vivienda en todos sus distritos, una ciudad especial ya que a pesar de ser la más densamente poblada de Costa Rica, tiene más de 130 parques y colinda con dos ríos; el Torres y el Virilla, y en medio la Quebrada Rivera que durante la época lluviosa su cauce crece hasta 6 metros. Pese a un pasado reciente marcado por problema con la basura, hoy en día, es una ciudad modelo gracias a sus programas de tratamiento de residuos tradicionales, no tradicionales y valorizables denominados Tibás Recicla y Tibás Limpio, y apunta en convertirse en la primera ciudad libre de plásticos de un solo uso.

### Personajes
- Juan Bautista Quirós Segura (1853-1934): Empresario y militar. Fue el 22.º presidente de la República entre el 12 de agosto y el 2 de septiembre de 1919.
- Celso Borges Mora (1988-): Futbolista que juega como centrocampista en el Real Club Deportivo de La Coruña, de la segunda división B de España.
- Gabriel Badilla Segura (1984-2016): Futbolista que jugó como defensa en el Deportivo Saprissa y en el New England Revolution.
- Percy Rodríguez Argüello (1972-): Escritor, político, historiador, analista internacional y diplomático. Fue el primer alcalde de Tibás electo democráticamente en diciembre de 2002, para el período comprendido entre febrero de 2003 y febrero de 2007.[12][13]
- Jimmy Marín Vílchez (1997-): Futbolista que juega de interior derecho en el Deportivo Saprissa, de la primera división de Costa Rica.
- Marvin Loría Leitón (1997-):  Futbolista que juega de extremo izquierdo en el Portland Timbers, de la Major League Soccer.
- Ingrid Morales Muñoz (1975-): Jugadora y entrenadora de voleibol de playa.